# 梅德韋日耶戈爾斯克
62°55′N 34°27′E / 62.917°N 34.450°E
梅德韋日耶戈爾斯克（羅馬化：Medvezhyegorsk）是俄羅斯卡累利阿共和國中部的一個城市，位於奧涅加湖北端，距彼得羅扎沃茨克以北150公里。2002年人口17,283人。
1916年設市，1938年改以現名（前稱，意即「熊山」）。1941至1944年為芬蘭所佔領。20世纪90年代，此地附近的桑达莫克发现了苏联大清洗时期的万人坑。